# Sint-Antoniuskapel (Sint-Martens-Lennik)

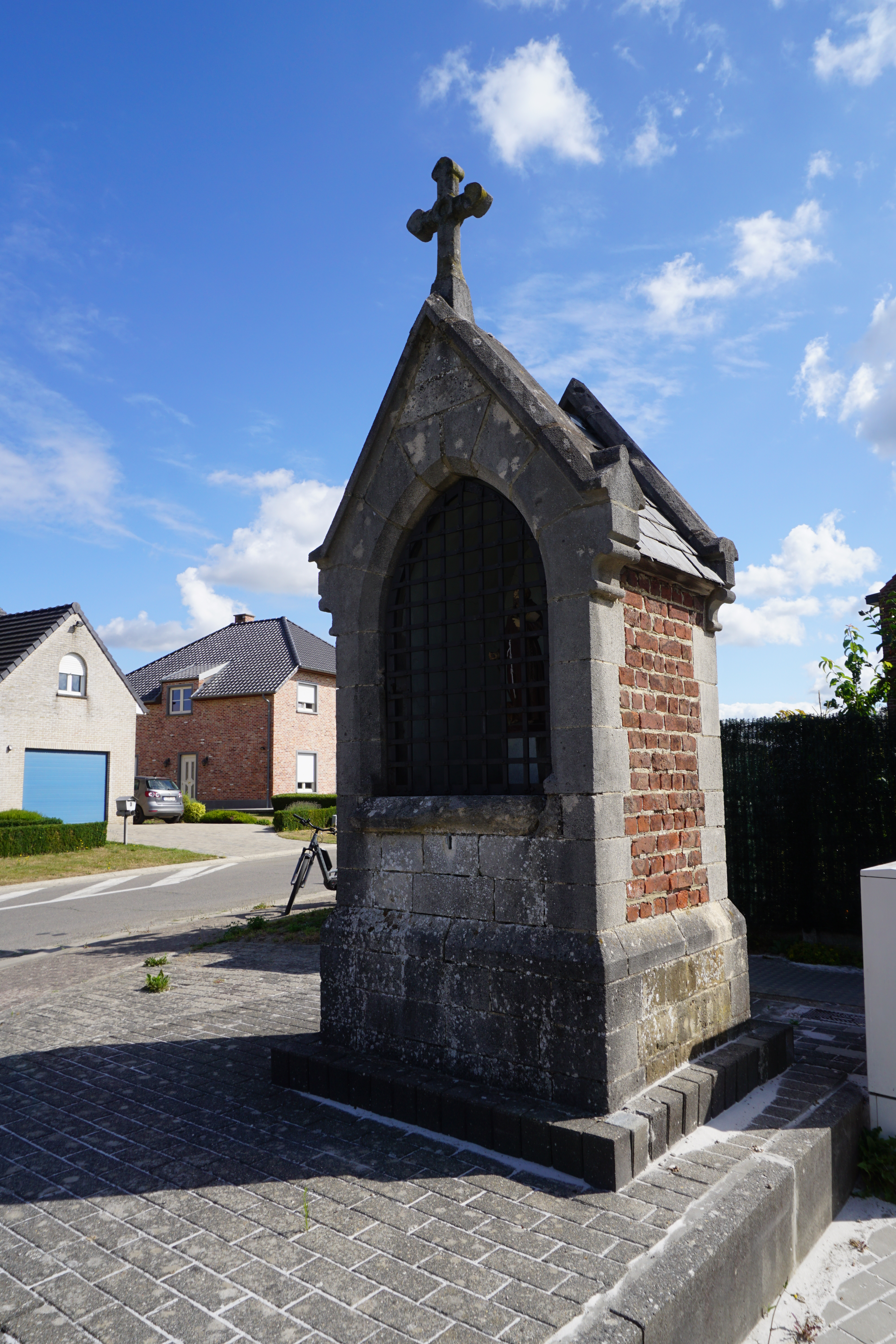
Sint-Antoniuskapel (Sint-Martens-Lennik) Foto: Anne-Mie Havermans.

De Sint-Antoniuskapel is gelegen aan de vertakking van de Brusselstraat en de Kruiskouterstraat in Sint-Martens-Lennik, een deelgemeente van de Vlaams-Brabantse gemeente Lennik.

## Historiek
De kapel is gebouwd in 1908, maar heeft een veel ouder verleden. Op dit eeuwenoude kruispunt staat al generatielang een kapel, de steen die is ingewerkt in de achtergevel van de kapel getuigt hiervan. De data 1561, 1698 en 1725 die in de steen staan gegraveerd, herinneren aan de opeenvolgende verbouwingen of herbouwingen van de kapel en de voortdurende verering van Sint-Antonius. De vorm en materiaal van de dateringsteen doen vermoeden dat deze afkomstig is van een oudere kapel waar steeds een datum is bijgezet. Op de 18e-eeuwse kaarten, zoals de Villaretkaart en Ferrariskaart, staat de kapel al aangeduid zoals de Onze-Lieve-Vrouwekapel aan de Processiestraat. 

## Architectuur

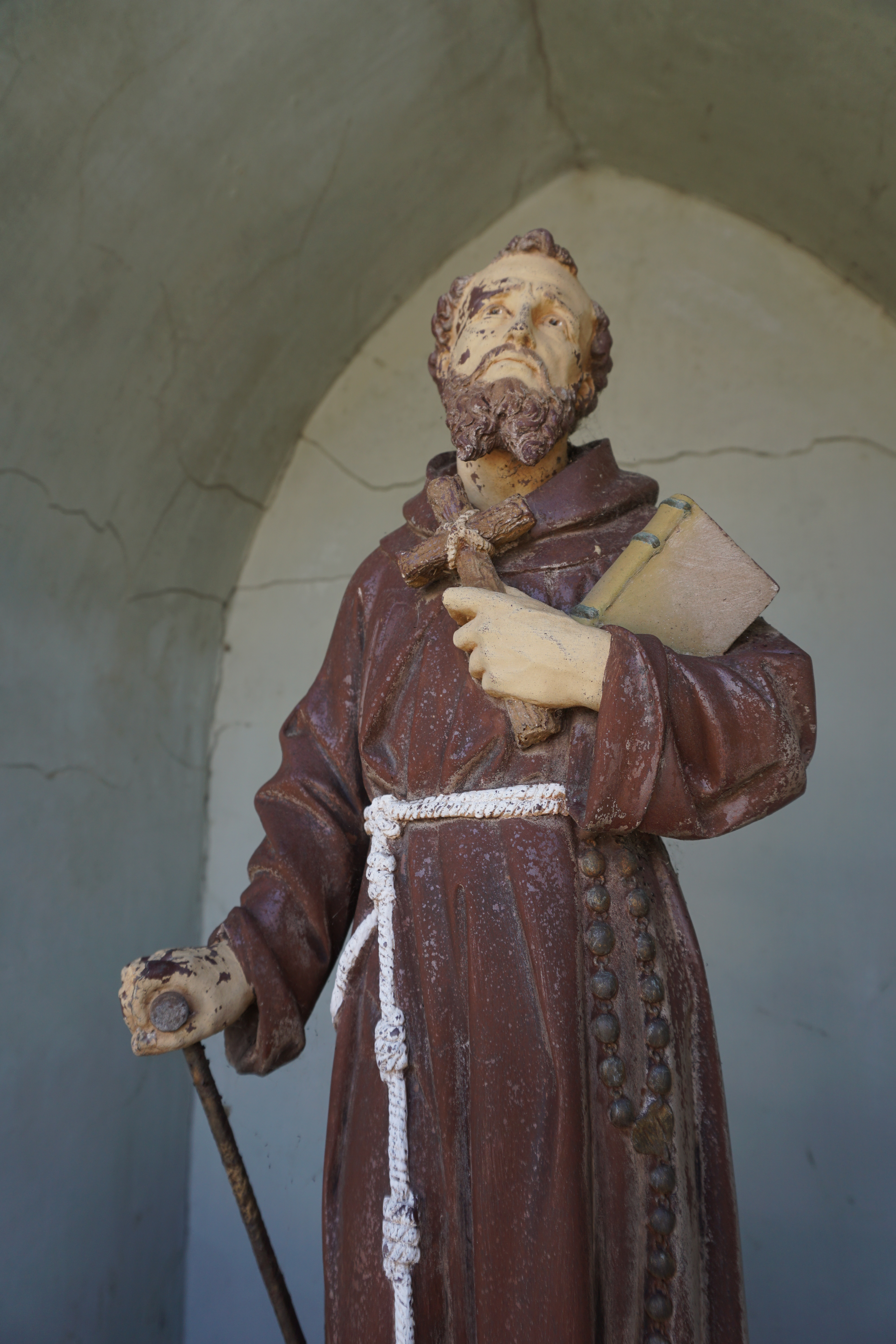
Beeld van de Heilige Sint-Antonius in de Sint-Antoniuskapel (Sint-Martens-Lennik) Foto: Anne-Mie Havermans.

De voorgevel van de kapel is volledig opgetrokken in natuursteen, de overige gevels zijn opgetrokken in rode baksteen. In de puntgevel werd het jaartal 1908 gebeiteld, dit is het jaar dat de kapel gebouwd en gefinancierd werd door de parochie. De kapel is gebouwd naar het ontwerp van Jules Barbier (1865-1910), de architect die ook de Sint-Martinuskerk restaureerde onder het pastoorschap van Vennekens. In de sokkel van kapel zit arkose verwerkt. De kapel heeft een totale hoogte van 2,90 m, een breedte van 2,10m en een diepte van 1,10m. Het zadeldak wordt bekroond met een kruis. 
In de voorgevel is een nis uitgewerkt in de vorm van een spitsboog. De nis is afgesloten met een ijzeren hekken en er staat een beeld in van H. Antonius abt. Dit is nog het originele beeld van 1908. Onder de druipsteen van de nis is een gleuf voor munten aangebracht. Deze gleuf verwijst naar devotionele functie van de kapel.